# Quechua

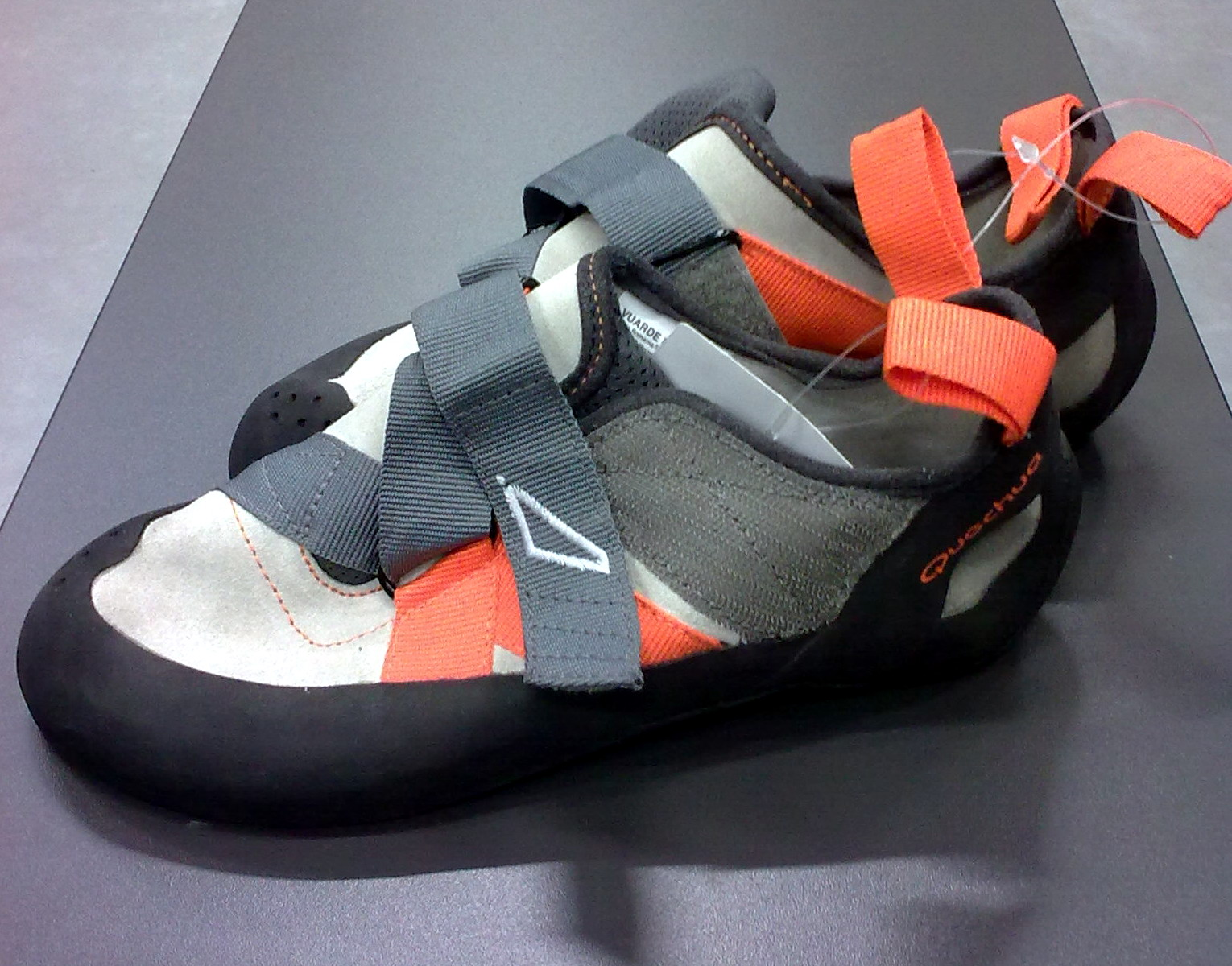
Giày leo núi Quechua

Quechua (/ˈkɛtʃᵊwə/, /ˈkɛtʃuːə/ hoặc /ˈkɛtʃwɑː/; phát âm tiếng Tây Ban Nha: [ˈketʃwa]) là thương hiệu thời trang Pháp chuyên về quần áo, thiết bị đi bộ đường dài và cắm trại, thuộc quản lý của công ty Decathlon.
Nhãn hiệu do một nhóm 9 nhân viên của Decathlon sáng lập năm 1997 tại Domancy, Pháp với loạt sản phẩm đầu tiên ra mắt vào mùa xuân năm 1998 tại các cửa hàng Decathlon. Trung tâm thiết kế của hãng nằm ở Sallanches, gần Mont Blanc. Tên gọi được lấy từ tộc danh của người Quechua bản địa sống tại dãy Andes, Peru.
Quechua có cộng tác với các hướng dẫn viên leo núi, đội leo núi trẻ quốc gia và Viện đào tạo và nghiên cứu y học Montagne, Pháp để thiết kế các sản phẩm của mình. 